# Шабанов, Иван Герасимович
Иван Герасимович Шабанов (29 августа 1911 — 10 января 1944) — советский военнослужащий, участник Великой Отечественной войны, Герой Советского Союза, командир орудия 7-го гвардейского воздушно-десантного артиллерийского полка 9-й гвардейской воздушно-десантной дивизии 5-й гвардейской армии 2-го Украинского фронта, гвардии старшина.

## Биография
Родился 16 29 августа 1911 года в станице Родниковская ныне Курганинского района Краснодарского края. Работал в колхозе.
В Красной Армии в 1932—1935, 1939 годах и с 18 февраля 1941 года. Участник боёв с японскими милитаристами в районе реки Халхин-Гол Монголия в 1939 году. На фронте в Великую Отечественную войну с февраля 1943 года.
В ночь на 10 января 1944 года в районе деревни Карловка Кировоградской области Украины, с бойцами вверенного ему расчёта участвовал в отражении вражеских танковых контратак. Погиб в бою.
Указом Президиума Верховного Совета СССР от 13 сентября 1944 года за образцовое выполнение боевых заданий командования и проявленные при этом мужество и героизм гвардии старшине Шабанову Ивану Герасимовичу посмертно присвоено звание Героя Советского Союза.